# Demokratická strana socialistů Černé Hory
Demokratická strana socialistů Černé Hory (černohorsky: Демократска партија социјалиста Црне Горе) je sociálnědemokratická a populistická politická strana v Černé Hoře. Dlouhá léta byla pilířem černohorského politického systému, všichni premiéři od roku 1991 do roku 2020 byli reprezentanty této strany (Milo Đukanović, Filip Vujanović, Željko Šturanović, Igor Lukšić, Duško Marković) a taktéž všichni prezidenti až do roku 2023. Strana byla založena 22. června 1991 jako nástupce Svazu komunistů Černé Hory, který od druhé světové války vládl Černé Hoře v rámci Socialistické federativní republiky Jugoslávie. Strana je členem Socialistické internacionály a přidruženým členem Strany evropských socialistů. Původně strana podporovala srbsko-černohorskou jednotu, ale postupně v ní převážil černohorský nacionalismus, a spolu s tím proevropské a prozápadní postoje. V ekonomických otázkách je někdy označována za spíše liberální, než socialistickou. Na svém 9. sjezdu v listopadu 2019 posílilo nacionalistické křídlo, které prosadilo založení černohorské pravoslavné církve. Tento krok vzbudil napětí ve společnosti a byl jedním z faktorů (vedle korupce a zneužívání moci), proč se strana roku 2020 poprvé ve své historii dostala do opozice. Strana odsoudila ruskou agresi proti Ukrajině. V posledních letech strana sází i na varování před Srbskem jakožto hrozbou pro černohorskou nezávislost, a s tím spojený protizápadní postoj ("Černá Hora zrazená západem a předhozená Srbsku").